# Zanzan

Poloha regionu Zanzan na mapě Pobřeží slonoviny

Zanzan je území na severovýchodě Pobřeží slonoviny. Jeho rozloha činí 38 000 km², v roce 2014 zde žilo 934 352 obyvatel. Hlavním městem regionu je Bondoukou.
Až do roku 2011 byl jedním z 19 regionů, ze kterých sestával stát Pobřeží slonoviny. V roce 2011 proběhla reorganizace územně-správního členění státu a Zanzan se stal jedním z 14 distriktů. Sám je dále dělen do 2 regionů, ty pak do 9 departementů.